# Парпура Максим Йосипович
Макси́м Йо́сипович Парпу́ра (1763, м. Конотоп, Гетьманщина, тепер Сумська область, Україна — 1828) — український громадський діяч, видавець і меценат, відомий передусім як перший видавець поеми «Енеїда» І. П. Котляревського (Петербург, 1798), що стала першою книжкою, виданою живою, народною українською мовою, поклавши початок становленню й розвитку сучасної української літератури.

## Біографія
Максим Йосипович Парпура народився у 1763 році в місті Конотопі. Його батько був на старшинській службі у званні значкого товариша Ніжинського полку.
Закінчивши Новгород-Сіверську гімназію, Максим Парпура продовжив освіту в Київській Академії, а з 1783 року навчався в Петербурзькому генеральному госпіталі на лікаря.
Працював у ряді медичних закладів Петербурга. З 1793 року завідував друкарнею медичної колегії.
Наприкінці 1780-х років розпочав літературно-перекладацьку, а згодом і видавничу діяльність. Йому, зокрема, належали переклади з німецької на російську мову курсу фармакології Елізена та курсу загальної й лікарської хімії Жакена. Свою причетність до літератури Парпура засвідчив також виданням книг: «Жизнь Суворова», «Несчастие от Очакова или торжествующее коварство в Царьграде», «Театральное зрелище» та інші.
У 1798 році М. Й. Парпура став першим видавцем поеми «Енеїда» І. П. Котляревського (Петербург, 1798), що стала першою книжкою, виданою живою, народною українською мовою, поклавши таким чином початок становленню і розвитку сучасної української літератури.
Згодом Максим Йосипович працював професором Харківського університету.
Ще за життя Парпури про нього ходили чутки, нібито всі свої прибутки й заощадження він думав віддати на «народні потреби». І ці чутки справдилися — померши у 1828 році, Максим Йосипович у своїй «духівниці» заповідав значні кошти Харківському університетові, Чернігівській і Новгород-Сіверській гімназіям. Конотопській повітовій школі, а також на будівництво лікарні у Конотопі.
У Конотопі дотепер зберігся будинок, який належав М. Й. Парпурі (нині тут діє дитячий садок). Під Конотопом, біля села Коханівки, був невеликий хутір Парпури, який належав батькам Максима Йосиповича. У теперішній час у Конотопському краєзнавчому музеї є планшет, який розповідає про життя і творчість знаного земляка.

## Видання Парпурою «Енеїди»
Вже у 2-й половині 1790-х років «Енеїда» І. П. Котляревського поширювалась у рукописних копіях, діставшись у такому вигляді (у декількох примірниках і варіантах) столичного Петербурга і, зокрема, потрапивши до рук Максима Парпури. Останній першим високо оцінив талановитий твір Котляревського та його значення для розвитку українського письменства, уважав за доцільне оприлюднити поему і тому вирішив видати її своїм коштом, аби твір якомога скоріше знайшов шлях до широкого читача. І ось 1798 року в Петербурзі, за допомоги колег, «Енеїда» українською мовою вперше була видана Максимом Парпурою. Коли зважити на те, що в жорстокі часи царювання Павла І нелегко було одержати дозвіл від цензури на видання поеми, що фактично висміювала панівну феодальну верхівку, та ще й українською мовою, то стане зрозумілим, який сміливий, насправді подвижницький акт здійснив для свого народу та його культури перший видавець безсмертної «Енеїди».
Максим Парпура не лише став пропагандистом і популяризатором першого твору нової української літератури, а й проторував дорогу авторові «Енеїди» — Івану Котляревському — до його слави. До заслуг Максима Парпури треба віднести й те, що він сам склав і додав до надрукованої поеми словник «малоросійських слів» — перший словник нової української лексикографії, що містив у реєстрі 972 слова з їх тлумаченням російською мовою. Цей словник був розрахований на те, аби дати змогу російським читачам правильно зрозуміти окремі мовні вирази, побутові сцени та дії героїв поеми. Цим словником потім користувався і сам Котляревський, додавши його до власного видання «Енеїди». Помічником М. Парпури, автором правопису та коректури «Словника» був ще один виходець із України, медик-хірург Йосип Каменецький.

## Цікавий факт
Достеменно відомо, що автор «Енеїди» Іван Котляревський зневажливо поставився до першого видавця своєї праці за тє, що той без його дозволу, нібито «почти испорченную» надрукував поему. Він же у власному (3-му) виданні 1809 року «помстився» йому, відобразивши в сатиричному образі якоїсь особи «Мацапури»:
 «Натуру мав він дуже бридку,

 Кривив душею для прибутку,

 Чуже віддав в печать;

 Без сорома, без Бога бувши,

 І восьму заповідь забувши,

 Чужим пустився промишлять.»
Увійшло в звичку дивитись на «Мацапуру» Котляревського, як на псевдонім Максима Парпури, а дехто навіть ототожнював художній образ «Мацапури» з історичною особою Парпури, знеславивши тим самим останнього в очах нащадків. Українське літературознавство довело, що це була прикра помилка самого Котляревського, оскільки поема була випущена під ім'ям її автора, що видавець зазначив на титульній сторінці. Лапідарне повідомлення на книзі «Иждивенїем М. Парпуры» не означало нічого іншого, крім того, що «Енеїду» Івана Котляревського видав на свої кошти і за своїм почином той, кому належала і надрукована на окремій сторінці цієї книжки присвята: «Любителямъ малороссійскаго слова усерднейше посвящается». З якою прискіпливою обережністю, сумлінним ставленням і повагою до авторського тексту поставився видавець, видно з того, що у виданій ним книжці було вміщено кілька варіантів окремих строф поеми, які відповідали тим рукописам, що потрапили до рук Парпури.